# Dasypodia
Dasypodia là một chi bướm đêm thuộc họ Noctuidae.

## Loài
- Dasypodia cymatodes – miền bắc Old Lady Moth Guenée, 1852
- Dasypodia selenophora – miền nam Old Lady Moth Guenée, 1852